# Kunleány
A Kunleány egy magyar nemesítésű fehérborszőlő-fajta. 1960-ban Szigetcsépen Tamássy István és Koleda István keresztezte a Vitis vinifera és Vitis amurensis (amuri szőlő) szabadbeporzásából származó egyik magoncot Afuz Ali fajtával, így állították elő ezt a hibridet.

## Leírása
A kunszentmártoni Szent Márton római katolikus nagytemplom 60 méteres tornyát hívják még így, neve valószínűleg innen származik.
Sűrű lombot nevel, levele 3 karéjú, lágy tapintású.Vállöble nyílt kapcsolójel alakú.
Fagytűrése kiváló, nem rothad, bőtermő. Fürtje közepes, bogyói nagyok. Közép vagy késői érésű: október elején szüretelhető. Viszonylag sok másodtermést nevel.
Bora, kellemes zamatú, kemény karakterű, ezért pezsgőgyártásra is alkalmas. Beérési cukorfoka 17-19.
1975 óta államilag minősített fajta. Az alföldi borvidékeken (Hajós-Bajai borvidék, Kunsági borvidék)terjedt el. Sűrű lombot nevelő fajta, ezért fokozott zöldmunkát igényel, de így magasművelési módokon termeszthető. A gombás betegségeknek jól ellenáll, így a környezetkímélő szőlőtermesztésre alkalmas.